# Filip Dierckx
Filip Robert Jules Dierckx (Antwerpen, 7 oktober 1955) is een Belgisch voormalig bankier en bestuurder.

## Levensloop
Filip Dierickx studeerde rechten aan de Universiteit Antwerpen en de Harvard Law School in de Verenigde Staten. In 1980 ging hij aan de slag bij advocatenbureau De Bandt, Van Hecke & Lagae.

### Fortis
In 1983 maakte Dierckx de overstap naar de Generale Bank, waar hij jurist en financieel directeur was. In 1997 werd hij CEO van Belgolaise Bank, de Afrikaanse tak van de Generale Bank. Eind 1998 werd hij opgenomen in het directiecomité met als bevoegdheid particulieren, zelfstandigen en kleine ondernemingen. De Generale Bank werd later Fortis Bank en in 1999 verving hij André Bergen als verantwoordelijke voor financiële markten en investment banking.
Hij werd hoofd van de bankafdeling van Fortis en in de crisis na de overname van ABN AMRO door Fortis en de bankencrisis werd hij eind september 2008 ter vervanging van Herman Verwilst CEO van de Fortis-groep. Enkele dagen nadien werd de holding gered door de Belgische en Nederlandse regeringen en iets later werd de bankafdeling verkocht aan het Franse BNP Paribas. Begin november volgde Karel De Boeck hem als CEO van Fortis op en werd hij opnieuw CEO van Fortis Bank. Hij bleef CEO van Fortis Bank tot Jean-Laurent Bonnafé hem in 2009 verving. Zelf werd hij operationeel directeur en vicevoorzitter van het directiecomité van BNP Paribas Fortis.
In mei 2011 werd Dierckx aangeduid om begin 2012 voorzitter te worden van de Belgische bankenfederatie Febelfin. In september 2011 werd hij al voorzitter ter vervanging van de opgestapte Stefaan Decraene. Hij bleef voorzitter tot zijn mandaat eind 2014 afliep en Rik Vandenberghe hem opvolgde.
Eind 2019 was hij kandidaat om Jos Clijsters te vervangen als voorzitter van Belfius. Hij nam daarom ontslag bij BNP Paribas Fortis. Zijn benoeming kon echter niet doorgaan. Bij BNP Paribas Fortis werd hij beschuldigd van belangenvermenging. Hij zou deelgenomen hebben aan een kredietvergadering over SD Worx. Omdat hij ontslag had genomen werd zijn dossier doorgeschoven naar de toezichthouders van de Nationale Bank van België. Die besliste in samenspraak met de Europese Centrale Bank dat hij niet naar Belfius kon. In januari 2021 dagvaardde Dierckx BNP Paribas Fortis om eerherstel van de bank te bekomen. Eind 2021 kreeg hij gelijk in deze zaak, werd BNP Paribas Fortis veroordeeld tot het betalen van alle geëiste achterstallige vergoedingen en verklaarde de rechtbank dat Dierckx juridische noch ethische fouten gemaakt had.

### Overige mandaten
In 2011 werd Dierckx voorzitter van de raad van bestuur van HR-bedrijf SD Worx.
In 2021 volgde hij Jan Vanhevel op als voorzitter van Cofena, een organisatie die jaarlijks verschillende klassieke concerten organiseert in de Koningin Elisabethzaal in Antwerpen.
Hij is of was tevens bestuurder van de Union Wallonne des Entreprises, Voka en De Warande.